# Кардамили
Кардамили (на гръцки: Καρδαμύλη) е село в Република Гърция, област Пелопонес, център на дем Западен Мани. Селото има население от 329 души според преброяването от 2001 година.

## География
Кардамили е разположено на западния бряг на полуостров Мани на 35 километра от град Каламата.

## История
Кардамили е споменато в книга 9 на „Илиада“ на Омир като един от седемте града, предложени от Агамемнон на Ахил, за да се поднови участието си в Троянската война.

## Личности
Родени в Кардамили
- Филипос Китринярис (1878 - 1965), гръцки офицер, деец на Гръцката въоръжена пропаганда в Македония
- Параскевас Зервеас (? – 1940), гръцки офицер, деец на Гръцката въоръжена пропаганда в Македония